# De Ronde Venen
De Ronde Venen – gmina w Holandii, w prowincji Utrecht.

## Miejscowości
Abcoude, Amstelhoek, Baambrugge, De Hoef, Mijdrecht, Vinkeveen, Waverveen, Wilnis.

## Współpraca
- Kolín, Czechy